# 7,7 mm Arisaka

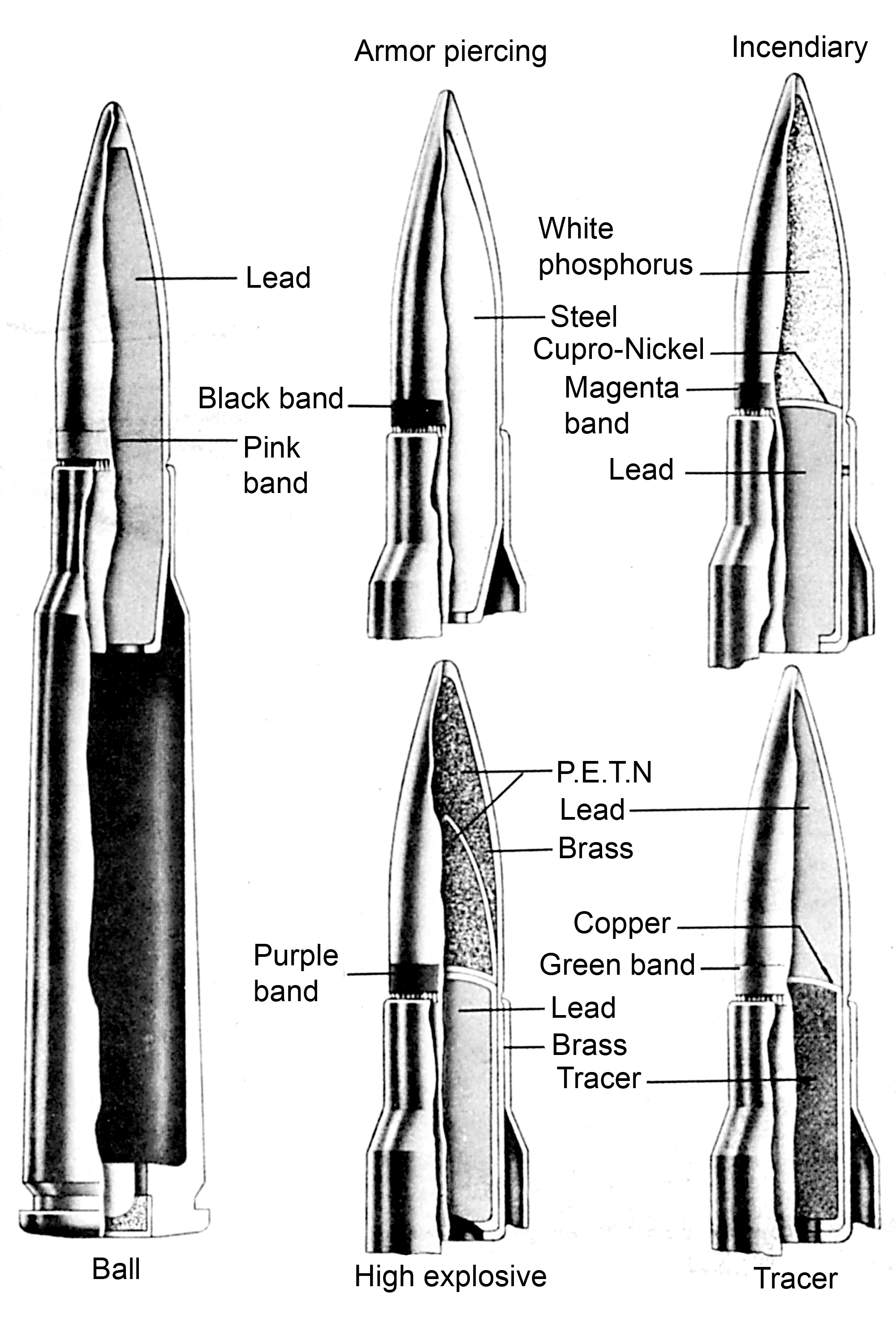
Una 7,7 × 58 mm Type 92, da destra in alto ed in senso orario: a palla piena, perforante, incendiaria, tracciante e ad alto esplosivo

Negli anni precedenti la seconda guerra mondiale, e fino al 1945, il Giappone produsse una serie di cartucce in calibro 7,7 mm, per sostituire la più vecchia e debole 6,5 × 50 mm Arisaka.

## 7,7 × 58 mm SR Type 89/Type 92
Nel 1929 fu ideata la 7,7 × 58 mm SR Type 89 (dove SR sta per Semi-Rimmed, cioè semiflangiata), questa era composta da un bossolo in ottone a collo di bottiglia, con innesco Berdan, con carica di lancio di 2,6 g di nitrocellulosa; la palla pesava 10,4 g. Nel 1932 fu sostituita dalla 7,7 × 58 mm SR Arisaka Type 92 che portò la carica di lancio a 2,9 g e cambiò il tipo di pallottola, che ora pesava 13 g.

## 7,7 × 58 mm Type 99

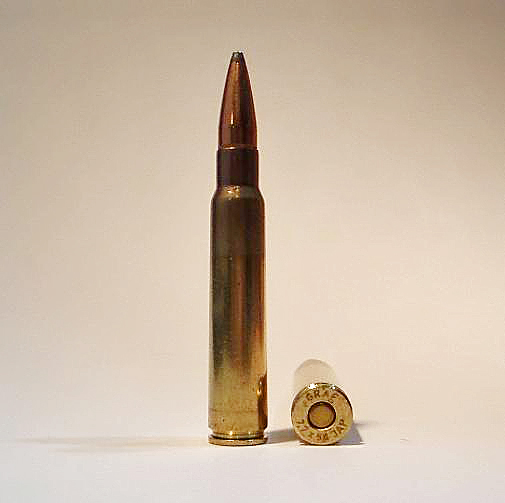
Una 7,7 × 58 mm Type 99, con pallottola a palla piena

Nel 1939 fu introdotto il nuovo fucile Type 99 camerato in 7,7 × 58 mm Arisaka Type 99, in sostituzione del vecchio Type 38, camerato per il 6,5 mm Arisaka. La nuova cartuccia era identica alla precedente Type 92, ma era non flangiata (rimless). La cartuccia era caricata con due pallottole diverse: una di 11,35 g per mitragliatrice ed una da 11,7 g per fucile. Fu ideata una versione per fucile semiautomatico, più corta di un millimetro, la 7,7 × 57 mm Arisaka.

## 7,7 × 56 mm R Arisaka

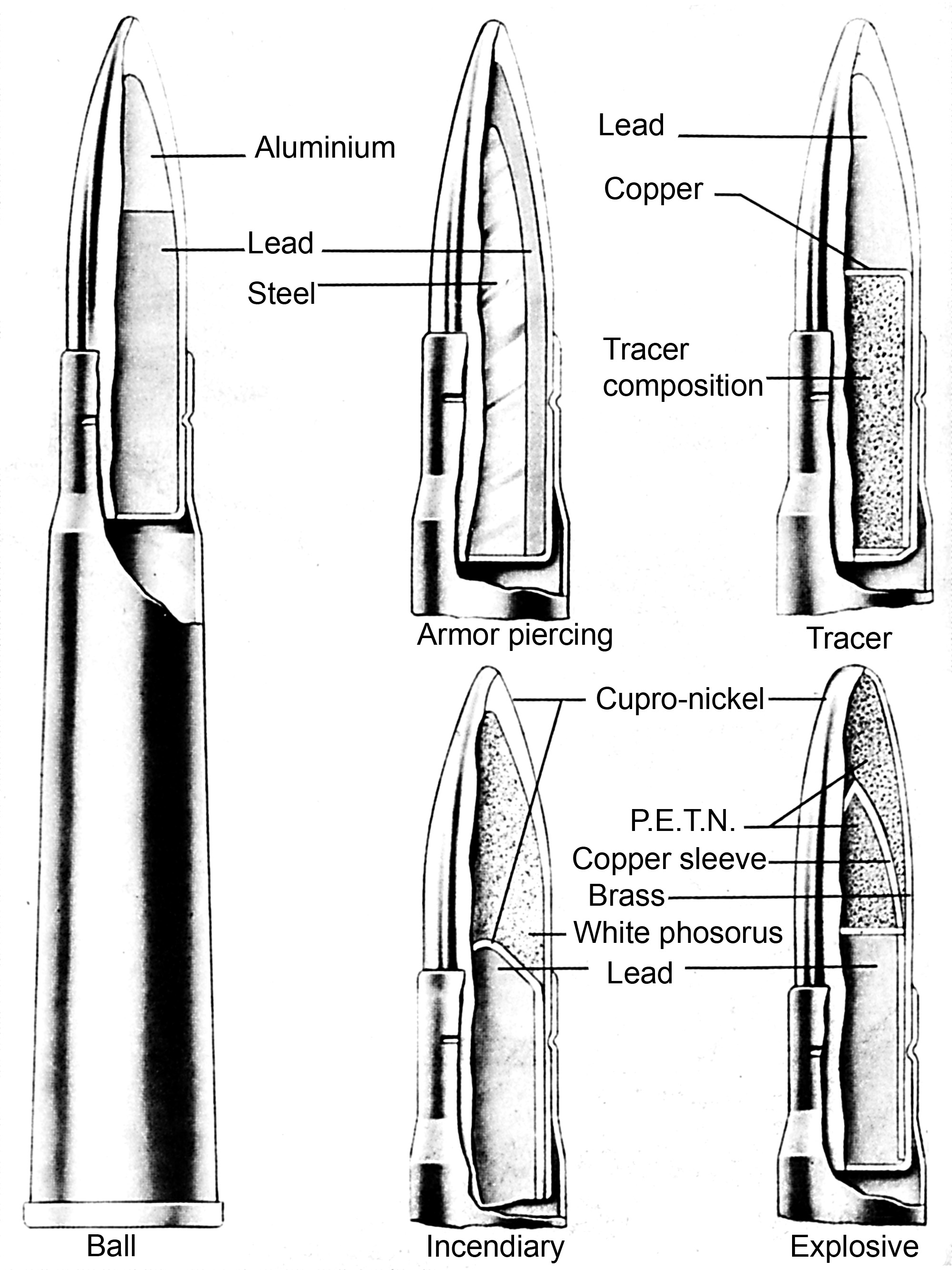
Una 7,7 × 56 mm Type 89, da destra in alto ed in senso orario: a palla piena, perforante, tracciante, ad alto esplosivo e incendiario

Il Giappone usava anche delle copie di armi inglesi, come la Type 92, originariamente camerate in .303 British, quindi adottarono una cartuccia praticamente identica, la 7,7 × 56 mm R Arisaka (dove R sta per Rimmed, cioè flangiata), con una carica di lancio di 2,6 g e una pallottola da 11,35 g.
- Palla piena: 174 grani (11,3 g). Camicia in CuNi con centro in lega alluminio/piombo. Innesco nero.
- Perforante: camicia in ottone con centro in acciaio. Innesco bianco.
- Tracciante: 130 grani (8,4 g). Camicia in CuNi con centro in piombo. Innesco rosso.
- Incendiario: 133 grani (8,6 g). Camicia in ottone con centro in fosforo bianco e piombo. Innesco verde.
- Alto esplosivo: Camicia in rame con centro in PETN e piombo. Innesco viola.